# Orodel
Orodel é uma comuna romena localizada no distrito de Dolj, na região de Oltênia. A comuna possui uma área de km² e sua população era de 3060 habitantes segundo o censo de 2007.